# ماسايوكي ميتا
ماسايوكي ميتا (باليابانية: 見田 雅之) (مواليد 5 أكتوبر 1969)، هو لاعب كرة قدم ياباني سابق كان يلعب كلاعب وسط.

## وصلات خارجية
- ماسايوكي ميتا على موقع رابطة كرة القدم اليابانية للمحترفين (اليابانية)
- ماسايوكي ميتا على موقع عالم كرة القدم.نت (الإنجليزية)